# 1952 v dopravě
Tento článek obsahuje seznam událostí souvisejících s dopravou, které proběhly roku 1952.

## Události
- 20. ledna

 Zahájení trolejbusového provozu v Pardubicích po dvou letech od zahájení přípravných akcí a založení dopravního podniku. První linka spojovala vlastní město s blízkými Lázněmi Bohdaneč a vedla skrze průmyslovou oblast Semtína a Rybitví.
- 27. dubna

 Lázeňské město Mariánské Lázně se po 50 letech rozloučilo s tramvajemi, které byly nahrazeny trolejbusovou dopravou.
- 1. května

 V lázeňském městě Teplicích poprvé vyjely trolejbusy, přičemž původní tramvajová síť byla zredukována.
- 9. května

 Byl zahájen provoz trolejbusové dopravy v Ostravě, a to hned na třech linkách (dvou polookružních po městském okruhu a jedné vedené do Hrušova).
- 24. srpen

 Poprvé vyjely trolejbusy v Opavě, které nahradily některé linky místního tramvajového systému.
 V Praze byla zahájena doprava na trolejbusové trati Libeň, U kříže – Letňany – Čakovice. 
Trolejbusy tak poprvé překročily hranice Velké Prahy.

## Neurčené datum
V Plzni byla po dokončení dvoukolejné tramvajové trati na Skvrňany a uvedení do provozu smyčky před III. bránou národního podniku Škoda formálně zrušena trať pokračující odtud až k mostu před železniční trať Plzeň – Cheb, kde byla ukončena doprava už 28. října 1948 v souvislosti s otevřením trolejbusové linky 12.